# Însemnele Uniunii Europene

Drapelul Uniunii Europene

Simbolurile Uniunii Europene sunt specificate în proiectul de constituție a Uniunii Europene, în Partea IV, Dispoziții Generale și Finale, articolul 1. Majoritatea acestor simboluri au fost create de Consiliul Europei între anii 1950 - 1960 fiind adoptate de Uniunea Europeană.

## Drapelul European
Cercul celor 12 stele aurii pe fond albastru. Această emblemă a fost adoptată în 1955 de către Comitetul Miniștrilor în urma propunerii Adunării Parlamentare. Prin dispoziția acestora, cele 12 stele simbolizează unitatea popoarelor Europei. Numărul lor este invariabil, douăsprezece fiind simbolul perfecțiunii și plenitudinii.
Sigla Uniunii Europene este un steag albastru dreptunghiular a cărui lungime este o dată și jumătate mai mare decât înălțimea.
Cele 12 stele galbene ale steagului UE, situate la intervale egale, formează un cerc imaginar al cărui centru se află la intersecția diagonalelor dreptunghiului (stelele sunt poziționate asemenea cifrelor pe cadranul unui ceas). Raza acestui cerc este egală cu o treime din înălțimea steagului. Fiecare stea are cinci vârfuri așezate pe circumferința unui cerc imaginar
a cărui rază este egală cu 1/18 din înălțimea steagului. Toate stelele sunt așezate având unul din vârfuri dispus vertical și îndreptat în sus și alte două vârfuri așezate pe o linie care face un unghi drept cu catargul steagului. 

## Imnul european
În ianuarie 1972, Comitetul Miniștrilor al Consiliului Europei a adoptat un imn european. Imnul este interpretat cu prilejul ceremoniilor europene. Alegerea acestei melodii ca imn subliniază aspirația spre valorile comune, unitatea în diversitate și idealurile de libertate, pace și solidaritate care stau la baza Uniunii Europene.

## Ziua Europei
Data de 9 mai a fost aleasă ca Ziua a Europei de Consiliul European de la Milano, din 1985, apreciindu-se ca punctul de pornire al construcției Europei unite a fost declarația prin care, la 9 mai 1950, Robert Schuman, ministrul de Externe al Franței, a propus Germaniei, vechi inamic al țării sale, dar și altor state, să contribuie la realizarea "unei solidarități de facto" și să pună "bazele concrete ale unei federații europene indispensabile pentru menținerea păcii".
În primăvara anului 1950 Robert Schuman, ministrul afacerilor externe al Franței, primește de la omologii din Statele Unite ale Americii și Marea Britanie o misiune istorică: crearea unui plan care să ducă la reintegrarea Germaniei Federale în familia europeană. Problema delicată pe care o avea de rezolvat îl face să recurgă la sprijinul unui cunoscut diplomat: Jean Monnet. Aflat în casa sa din Moselle, în luna aprilie a aceluiași an, Robert Schuman meditează la acest proiect. A doua zi, în drum spre Paris, se hotarâse: „ Proiectul e interesant; va fi proiectul meu ”, îi mărturisea șefului sau de cabinet. Și astfel, în dimineața lui 9 mai, un emisar secret înmâna cancelarului german Konrad Adenauer un document confidențial care cuprindea o copie a proiectului. Acordul lui Adenauer a venit imediat: Germania dorea să devină partener al Franței în acest proiect ce-și propunea să schimbe soarta Europei.

La ora 16.00, în aceeași zi de 9 mai 1950, în Salonul Orologiului din Quai d’Orsay, Robert Schuman citea proclamația care prin îndrăzneala ei avea să schimbe destinul Europei. Franța și Germania decideau să pună în comun rezervele de cărbune și oțel și invitau toate țările europene interesate să li se alăture. Pentru unii planul Schuman era utopia unui „aventurier politic”, pentru alții un vis nebunesc, astăzi însă este o realitate pe care o trăim cu toții.

Astăzi, 9 mai este un simbol european, și, împreună cu moneda unică euro, steagul albastru cu cele 12 steluțe galbene, deviza " Unitate în diversitate " și imnul - celebra "Oda Bucuriei" din Simfonia a - IX- a de L.van Beethoven - formează simbolurile identității politice a Uniunii Europene.
Ziua Europei reprezintă un bun prilej pentru a organiza diverse acțiuni și festivități, menite să apropie Uniunea Europeană de cetățenii ei, dar și pe cetățenii uniunii între ei.

## Moneda Euro
La originea conceptului de monedă unică se află tratatele care stau la baza Uniunii Europene. Tratatul de la Roma (1957) declară că piața comună este unul dintre obiectivele Comunității Europene ce va contribui la o “uniune mai strânsă între popoarele Europei”. Tratatul Uniunii Europene (1992 - Maastricht) introduce Uniunea Economică și Monetară și pune bazele monedei unice. Iar în decembrie 1995, Consiliul European de la Madrid decide ca moneda unică să poarte numele de “euro” iar din 1 ianuarie 1999, euro a devenit moneda europeană unică.
Începând cu 1 ianuarie 2002, Euro a intrat propriu-zis în circulație și în buzunarele cetățenilor europeni. În acel moment, doar 12 din cele 15 state membre au adoptat-o, ulterior li s-a alăturat Grecia și Slovenia, apoi, pe rând, alte state. Euro a devenit un simbol al Uniunii Europene. Monedele și bancnotele naționale ale statelor din Zona Euro au fost scoase din circulație pe 28 februarie 2002.
Reprezentarea grafică a monedei unice a fost inspirată de litera grecească epsilon, ea trebuind să facă legătura atât cu leagănul civilizației și democrației europene, cât și cu prima literă din cuvântul "Europa". Cele două linii paralele din simbolul grafic sunt un indicator al stabilității euro.
Forma fizică a bancnotelor și monedelor:
Sunt 7 bancnote și 8 monede euro. Bancnotele sunt cu valori nominale de 500, 200, 100, 50, 20, 10 și 5 euro, iar monedele au valori de: 2 și 1 euro, 50, 20, 10, 5, 2 și 1 cent.
Realizată de Robert Kalina de la Banca Centrală Austriacă, grafica bancnotelor este puternic simbolică și strâns legată de moștenirea culturală europeană, fără să reprezinte însă monumente reale. Ferestrele și drumurile domină fața fiecărei bancnote ca simboluri ale spiritului de comunicare și deschidere din Uniunea Europeană. Spatele fiecărei bancnote prezintă poduri ilustrând diferite perioade în arhitectură, constituindu-se într-o metaforă a apropierii dintre popoarele europene și dintre Europa și restul lumii. Bancnotele sunt diferite ca mărime și sunt colorate în nuanțe de verde, galben, albastru, mov și portocaliu.
În ce privește monedele, o față a acestora va avea simboluri naționale, asupra cărora fiecare stat membru va decide. Fața comună tuturor monedelor reprezintă o hartă a Uniunii Europene, pe un fond de linii transversale la care sunt atașate stelele drapelului european. Monedele cu valori nominale de 1, 2 și 5 cenți pun accentul pe locul Europei în lume, în timp ce monedele de 10, 20 și 50 cenți descriu Uniunea ca o adunare de națiuni. Monedele de 1 și 2 Euro prezintă Europa fără granițe.
Măsurile de securitate pentru bancnote includ utilizarea de fibre fluorescente, fir de securitate și elemente sigure de autentificare cu ajutorul aparatelor specializate. Banca Centrală Europeană și celelalte bănci centrale naționale au în vedere inițiative pentru a se asigura că publicul larg este la curent cu aspectele de securitate în ce privește bancnotele, atât înainte, cât și după intrarea lor în circulație. Specificațiile tehnice ale monedelor, inclusiv calitățile lor electromagnetice, au fost determinate luând în considerare și aspecte legate de securitatea lor.

## Deviza Uniunii Europene
„Unitate în diversitate” este deviza Uniunii Europene și este rodul unui concurs la care au participat, cu propuneri, 80.000 de tineri, între 10 și 20 de ani. A fost folosită pentru prima dată în 2000 și a fost pentru prima dată menționată oficial în Tratatul de instituire a unei Constituții pentru Europa, încheiat în 2004. Articolul I – 8 enumeră simbolurile UE. Semnificația devizei este ca, prin Uniunea Europeană, europenii își unesc eforturile pentru a lucra împreună pentru menținerea păcii și pentru prosperitate, și că numeroasele culturi, tradiții și limbi diferite care coexistă în Europa sunt un atu pentru continentul nostru.
Uniunea Europeană este fondată pe principiul unitate în diversitate: diversitatea culturilor, obiceiurilor, credințelor și limbilor. Tocmai această diversitate face ca Uniunea Europeană să fie ceea ce este: un spațiu al diversității celebrate ca sursă de bogăție și nu un creuzet în care diferențele se topesc.
Deviza este tradusă în cele 25 de limbi oficiale cât și în latină:
| - Bulgară : Единни в многообразието - Cehă : Jednota v rozmanitosti - Croată : Sjedinjeni u različitosti - Daneză : Forenet i mangfoldighed - Engleză : United in diversity - Estonă : Ühinenud mitmekesisuses - Finlandeză : Moninaisuudessaan yhtenäinen - Franceză : Unie dans la diversité - Germană : In Vielfalt geeint | - Greacă : Ενότητα στην πολυµορφία - Irlandeză : Aontaithe san éagsúlacht - Italiană : Uniti nella diversità - Latină : In varietate concordia - Letonă : Vienotība dažādībā - Lituaniană : Vienybė įvairiškume - Luxemburgheză : A Villfalt gëeent - Maghiară : Egység a sokféleségben - Malteză : Magħqudin fit-tibjin | - Neerlandeză : Eenheid in verscheidenheid - Poloneză : Jedność w różnorodności - Portugheză : Unidos na diversidade - Română : Unitate în diversitate - Slovacă : Jednota v rozmanitosti - Slovenă : Združeni v raznolikosti - Spaniolă : Unidos en la diversidad - Suedeză : Förenade i mångfalden. |